# Municipio de Santa María la Asunción
El municipio de Santa María la Asunción es uno de los 570 municipios del estado mexicano de Oaxaca. Su cabecera es la localidad de Santa María la Asunción.

## Geografía
Colinda al norte, oeste y sur con el municipio de Huautla de Jiménez, y al este con el municipio de Huautepec.

## Localidades
El municipio de Santa María la Asunción cuenta con cuatro localidades.
| Localidad               | Población (2020) |
| ----------------------- | ---------------- |
| Santa María la Asunción | 1 558            |
| Llano de Agua           | 1 204            |
| San Agustín Nuevo       | 466              |
| La Raya                 | 31               |

## Gobierno
El municipio de Santa María la Asunción se rige mediante el sistema de usos y costumbres.
| Presidente municipal      | Periodo   |
| ------------------------- | --------- |
| Ricardo Montiel Gil       | 1996-1998 |
| Librado Zaragoza Rojas    | 1999-2001 |
| Justo Altamirano Carrasco | 2002-2004 |
| Justo Rojas Zaragoza      | 2005-2007 |
| Aureliano Hernández Morga | 2008-2010 |
| Marcelino Rebollar Gil    | 2011-2013 |
| Maximiano Rebollar Gil    | 2013-2016 |
| Aurelio Cortés Hernández  | 2017-2019 |
| Francisco Daza Rodríguez  | 2020-2022 |
| Severo Ramírez Valle      | 2023-2025 |